# Campagne internationale pour le Tibet
Pour les articles homonymes, voir ICT.

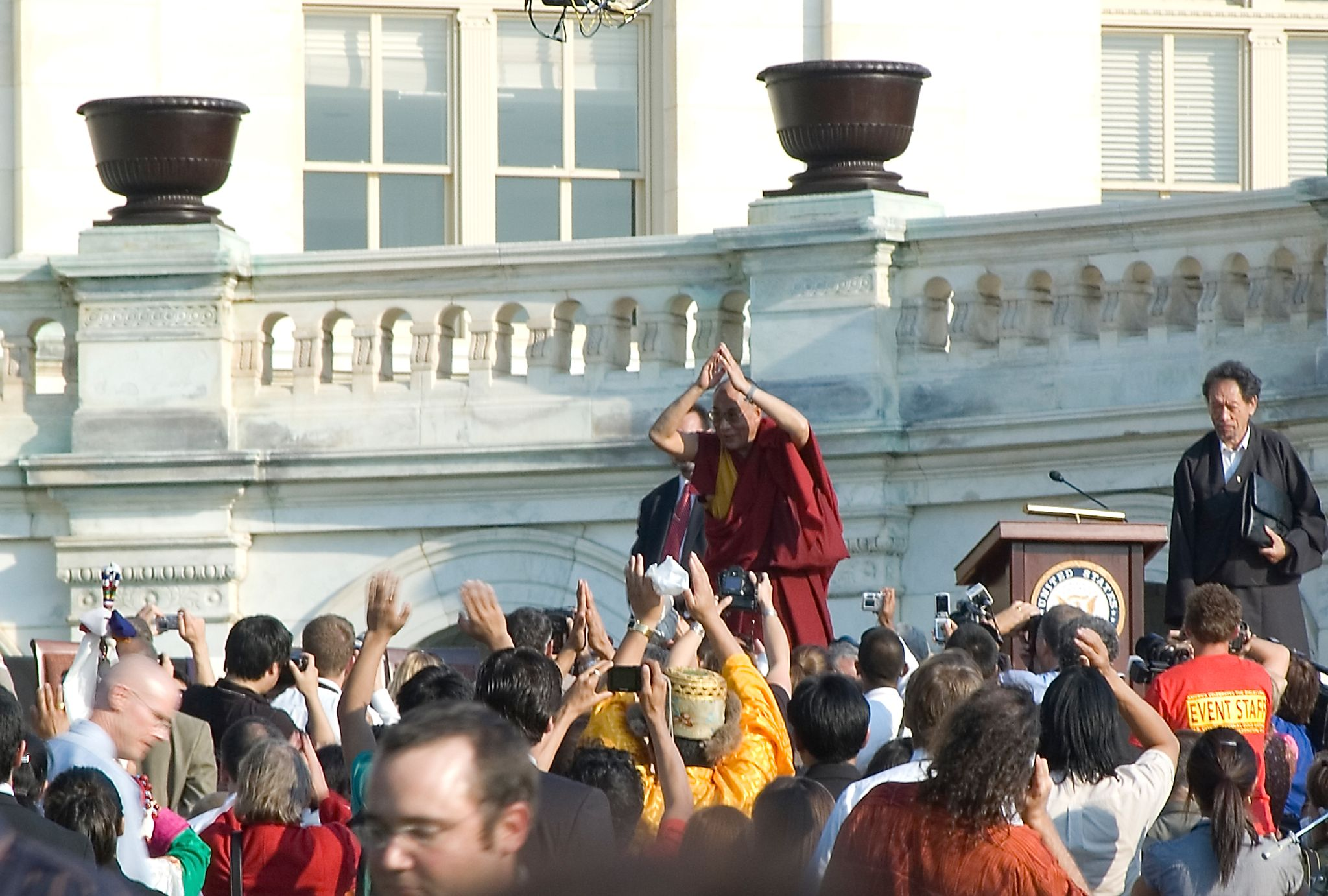
Le 14e dalaï-lama et des représentants d'ICT lors d'un évènement en 2007 aux États-Unis.

Campagne internationale pour le Tibet (International Campaign for Tibet ou ICT) est une ONG enregistrée auprès du département de la Justice des États-Unis et possédant des bureaux à Washington, Amsterdam, Bruxelles et Berlin. Elle est membre et « ligue correspondante » de la Fédération internationale des droits de l'homme,,,.

## Fondation
Campagne internationale pour le Tibet est fondée en mars 1988 à Washington, dans le district de Columbia, par Tenzin Namgyal Tethong, un homme politique tibétain en exil, président fondateur de la Fondation Dalaï-Lama. Elle est enregistrée en tant qu'« agent étranger » du dalaï-lama auprès du département de la Justice des États-Unis en vertu du Foreign Agents Registration Act. Selon Barry Sautman, elle est la principale organisation aux États-Unis de coordination des soutiens au programme politique du dalaï-lama.

## Buts
Campagne internationale pour le Tibet déclare vouloir « promouvoir les droits de l'homme et les libertés démocratiques pour le peuple du Tibet ». Elle déclare se consacrer aux activités suivantes :
- suivre et produire des rapports sur les droits de l'homme, les conditions environnementales et socio-économiques au Tibet ;
- œuvrer à la libération des Tibétains emprisonnés en raison de leurs activités politiques ou religieuses ;
- travailler avec les gouvernements pour développer des programmes d'aide aux Tibétains ;
- assurer une assistance humanitaire pour les Tibétains ;
- informer et mobiliser les individus et la communauté internationale sur les actions en faveur des Tibétains ;
- améliorer la compréhension mutuelle entre Chinois et Tibétains ;
- promouvoir l'auto-détermination du peuple tibétain, notamment en appelant à des négociations entre le gouvernement chinois et le 14e dalaï-lama.

Selon Robert G. Sutter, professeur à l'université George Washington, le but premier de Campagne Internationale pour le Tibet est d'obtenir l'indépendance pour les Tibétains, lesquels, selon elle, sont maintenus dans une situation coloniale par la République populaire de Chine. À cet effet, elle s'efforce de réunir des soutiens de par le monde pour obliger la Chine à entamer des pourparlers sur l'occupation du Tibet.

## Dirigeants
L'acteur américain Richard Gere, fondateur de la fondation Gere, est président du conseil d'administration de l'organisation, et Lodi Gyari Rinpoché en est le coprésident. ICT  possède des bureaux à Washington, Amsterdam et Berlin. 
Tencho Gyatso rejoint l'association en 2008 où elle est directrice du Tibetan Empowerment & Chinese Engagement Programs.
2009, son directeur général est Mary Beth Markey. Tsering Jampa est la directrice générale de l'organisation en Europe. Bhuchung K. Tsering est vice-président. Todd Stein est directeur des relations avec les gouvernements. Vincent Metten est directeur du plaidoyer auprès de l'Union européenne, et Kai Müller, directeur d'ICT Berlin.
Le 13 décembre 2013, ICT nomme comme président Matteo Mecacci, un ancien législateur italien qui a été membre de la délégation italienne à l'Organisation pour la sécurité et la coopération en Europe.

## Financements
Selon la déclaration de fonctionnement de l'exercice 2010 d'ICT, la grande majorité de ses fonds (81 %) provient de contributions privées. L'organisation fait partie des organismes recevant une aide financière de la Fondation Gere. Selon F. William Engdahl, depuis au moins 1994, elle reçoit des subventions de la National Endowment for Democracy,, d'un montant de 25 000 dollars américains en 2013.

## Rowell Fund
À la suite du décès du coprésident d'ICT, Galen Rowell, et de son épouse, Barbara Rowell, survenue en août 2002, le conseil d’administration d'ICT crée le Rowell Fund. Il octroie de petites subventions à des Tibétains dont les projets portent sur l'environnement / la conservation, la photographie, les projets humanitaires, le journalisme / la littérature et les projets concernant les femmes. Au cours des dernières années, le montant alloué par le Rowell Fund a varié entre 35 000 $ et plus de 40 000 $.

## PrixLumière de la vérité
ICT a créé le prix Lumière de la vérité, décerné presque chaque année à une personne ou une organisation qui a contribué publiquement de façon substantielle à faire connaître le combat pour les droits de l’homme et les libertés démocratiques du peuple tibétain. En 2001, le prix a été décerné au peuple de l’Inde, il a été reçu par le président R. Venkataraman. Depuis 1995, au nom d’ICT, c'est le dalaï-lama remet ce prix aux récipiendaires.